# 曹敏 (正德進士)
曹敏（？年—？年），直隸唐山縣（今河北省唐山市）人。明朝政治人物，正德甲戌進士。

## 生平
正德九年（1514年）甲戌科進士。正德十年（1515年）任河南杞縣知縣。陞主事。